# 林名香
林名香（？年—？年），號一石，福建漳州府龙溪县人。明末清初政治人物。

## 生平
萬曆四十三年（1615年）乙卯科福建乡试舉人，崇祯四年（1631年）辛未科进士。吏部观政，授行人司行人。